# Fallon (Nevada)
Fallon város az USA Nevada államában, Churchill megyében, melynek megyeszékhelye is. Lakosainak száma 9327 fő (2020. április 1.).

## Népesség
A település népességének változása:

| 2010 | 8 606 |
| 2020 | 9 327 |